# Eight Arms to Hold You
Eight Arms to Hold You fou una cançó gravada per la banda sonora de la pel·lícula The Goonies. La cançó fou gravada per un grup d'estudi dit Goon Squad que foren reunits i formats pel productor Arthur Baker. Fou utilitzada en l'escena de la pel·lícula en que el personatge Data posa una mini-cadena en veu alta (sonant la cançó a tot drap) a la boca d'un polp per defensar-se. L'escena fou eliminada de la pel·lícula i la cançó no apareix en l'estrena de la pel·lícula en els cinemes (la cançó encara pot escoltar-se, encara que vagament audible, durant l'escena quan Chunk entra primer en la residència Walsh). Els productors de la banda sonora anticiparen que esta pista seria un gran èxit tot i pensar-hi que no eixiria en la pel·lícula, un senzill fou lliurat tant en vinil de 12" i 7". Abastà el número u en el rànquing Hot Dance Club Play de la Billboard ., i arribà al número 8 en el rànquing de senzills de soul.